# Vesna (jméno)
Vesna je ženské křestní jméno. Jméno má slovanský původ, znamená „jaro“. Vesna byla ve slovanské mytologii bohyně mládí, života, mladé nespoutané lásky a jara ve slovanské mytologii.

## Známé nositelky jména
- Vesna – slovanská bohyně
- Vesna – fiktivní postava z filmu Samotáři. Hrála ji makedonská herečka Labina Mitevska

- Vesna Acevska – makedonská básnířka, spisovatelka a překladatelka
- Vesna Čitaković – srbská volejbalistka
- Vesna Fabjanová – slovinská crossová lyžařka
- Vesna Jovanovic – americká visuální umělkyně
- Vesna Krmpotić – chorvatská spisovatelka a překladatelka
- Vesna Manasieva Dolonc – srbsko-ruská tenistka
- Vesna Milošević – jugoslávská házenkářka
- Vesna Mišanović – bosenská šachistka
- Vesna Parun – chorvatská bášnířka a překladatelka
- Vesna Pešić – srbská politička
- Vesna Pisarović – chorvatská popová zpěvačka
- Vesna Pusić – chorvatská politička
- Vesna Rožič – slovinská šachistka
- Vesna Škare-Ožbolt – srbská politička
- Vesna Vulović – srbská letuška
- Vesna Zmijanac – srbsko-černohorská folková zpěvačka
- Vesna (spolek) – Ženský vzdělávací spolek Vesna, který vznikl v r. 1870 v Brně